# Алешандре Еркулану
Алеша́ндре Еркула́ну (порт. Alexandre Herculano; 28 березня 1810 — 13 вересня 1877) — португальський політичний діяч, журналіст, історик, письменник, поет. Перший представник течії романтизму в Португалії. Один із членів ліберального й антиклерикального руху. Народився у Лісабоні, в міщанській родині. У молодості був противником абсолютистів і короля Мігела. Взяв участь громадянській війні на боці лібералів (1832—1834). Працював редактором «Панорами» (1837—1839), бібліотекарем Ажудської королівської бібліотеки (1839—1840). Став депутатом Португальського парламенту (1840), виступав за демократизацію освітнього процесу. Внаслідок утвердження авторитарного режиму Кошти Кабрала відійшов від політики (1841—1851). Після падіння диктатури брав участь у русі «відродження», був співзасновником двох газет. Залишив політично-громадську діяльність через призначення консерваторів на керівні посади у Національному архіві (1856). Решту життя провів у провінції, у Вале-де-Лобуші, поблизу Сантарена. Автор багатьох публіцистичних творів. Видав 2-томний збірник історичних повістей «Легенди і нарративи» (Lendas e narrativas, 1851), фундаментальну 4-томну «Історію Португалії» (História de Portuga, l846–1853),  «Історію походження та встановлення інквізиції у Португалії» (História da origem e estabelecimento da inquisição em Portugal, 1854–1859), перші 3 частини «Історичних пам'яток Португалії» (1856—1873). Під впливом Вальтера Скотта запровадив жанр історичного роману до португальської літератури. Як історик підкреслював велику роль міщанства (буржуазії) у розвитку Португалії; займався розвінчуванням міфів традиційної історіографії, спричинивши памфлетну війну у пресі. Різко критикував Католицьку церкву, прибічників ультрамонтанства, португальський єпископат; виступав проти відновлення іноземних чернечих орденів у Португалії, вимагав визнання інституту громадянського шлюбу. Вбачав причини занепаду португальської могутності в абсолютизмі XVI—XVIII століть. Не визнав нових католицьких догматів про Непорочність Діви Марії та непомильність папи (1871). Помер у Сантарені, Португалія. Перепохований у Монастирі єронімітів у Белені. Порівнюваний із французьким Віктором Гюго. Повне ім'я – Алешандре Еркулану де Карвалю-Араужу (порт. Alexandre Herculano de Carvalho e Araújo).

## Праці
Поезія
- A Harpa do Crente – 1838 (eBook)

- Poesias - 1850 (eBook)

Театр
- A Crente na Liberdade - 1860
- Os Infantes em Ceuta – 1842

Романи
- O Pároco de Aldeia (1825) - 1851.
- O Galego: Vida, ditos e feitos de Lázaro Tomé.
- O Bobo (1128) – 1843 (eBook)

- O Monasticon
  - Eurico, o Presbítero: Época Visigótica - 1844.
  - O Monge de Cister; Época de D. João I - 1848 (Digitalizado em Google) [Архівовано 24 вересня 2021 у Wayback Machine.]
- Lendas e narrativas.
  - 1.º tomo: (eBook)

- - 2.º tomo: (eBook)

Історія
- História de Portugal: 1.ª época, desde a origem da monarquia até D. Afonso III - 1846-1853
- História da Origem e Estabelecimento da Inquisição em Portugal - 1854-1859
- Portugaliæ Monumenta Historica – 1856-1873